# Lodowiec Murchisona
Lodowiec Murchisona – lodowiec w Nowej Zelandii położony w Parku Narodowym Góry Cooka na Wyspie Południowej. Rzeka Murchisona płynąca nieopodal zawdzięcza swoją nazwę właśnie temu lodowcowi.